# Tergnier
Tergnier est une commune française située dans le département de l'Aisne, en région Hauts-de-France.
Elle regroupe depuis le 1er janvier 1974 les communes associées de Fargniers et de Vouël et, depuis le 1er janvier 1992, la commune associée de Quessy.

## Géographie
Ville située à une trentaine de kilomètres à l'ouest de Laon, dans la vallée de l'Oise, à la jonction de plusieurs lignes de chemin de fer, ainsi qu'à celle du canal latéral à l'Oise, du canal de la Sambre à l'Oise et du canal de Saint-Quentin.
La commune est accessible par l'autoroute A26 et est desservie par la nationale 32. Elle dispose d'une gare ferroviaire.

### Climat
Pour des articles plus généraux, voir Climat des Hauts-de-France et Climat de l'Aisne.
En 2010, le climat de la commune est de type climat océanique dégradé des plaines du Centre et du Nord, selon une étude du CNRS s'appuyant sur une série de données couvrant la période 1971-2000. En 2020, Météo-France publie une typologie des climats de la France métropolitaine dans laquelle la commune est dans une zone de transition entre le climat océanique et le climat océanique altéré et est dans la région climatique Nord-est du bassin Parisien, caractérisée par un ensoleillement médiocre, une pluviométrie moyenne régulièrement répartie au cours de l’année et un hiver froid (3 °C).
Pour la période 1971-2000, la température annuelle moyenne est de 10,5 °C, avec une amplitude thermique annuelle de 15,1 °C. Le cumul annuel moyen de précipitations est de 685 mm, avec 11,2 jours de précipitations en janvier et 8,7 jours en juillet. Pour la période 1991-2020, la température moyenne annuelle observée sur la station météorologique la plus proche, située sur la commune de Chauny à 7 km à vol d'oiseau, est de 11,1 °C et le cumul annuel moyen de précipitations est de 709,9 mm,. Pour l'avenir, les paramètres climatiques de la commune estimés pour 2050 selon différents scénarios d'émission de gaz à effet de serre sont consultables sur un site dédié publié par Météo-France en novembre 2022.

## Urbanisme

### Typologie
Au 1er janvier 2024, Tergnier est catégorisée centre urbain intermédiaire, selon la nouvelle grille communale de densité à 7 niveaux définie par l'Insee en 2022.
Elle appartient à l'unité urbaine de Tergnier, une agglomération intra-départementale dont elle est ville-centre,. Par ailleurs la commune fait partie de l'aire d'attraction de Tergnier, dont elle est la commune-centre,. Cette aire, qui regroupe 14 communes, est catégorisée dans les aires de moins de 50 000 habitants,.

### Occupation des sols
L'occupation des sols de la commune, telle qu'elle ressort de la base de données européenne d’occupation biophysique des sols Corine Land Cover (CLC), est marquée par l'importance des territoires agricoles (42,2 % en 2018), en diminution par rapport à 1990 (49,1 %). La répartition détaillée en 2018 est la suivante : 
terres arables (31,3 %), zones urbanisées (29,3 %), forêts (9 %), eaux continentales (8,4 %), zones agricoles hétérogènes (6,9 %), zones industrielles ou commerciales et réseaux de communication (6,2 %), prairies (4 %), espaces verts artificialisés, non agricoles (2,6 %), mines, décharges et chantiers (2,4 %).
L'évolution de l’occupation des sols de la commune et de ses infrastructures peut être observée sur les différentes représentations cartographiques du territoire : la carte de Cassini (XVIIIe siècle), la carte d'état-major (1820-1866) et les cartes ou photos aériennes de l'IGN pour la période actuelle (1950 à aujourd'hui).

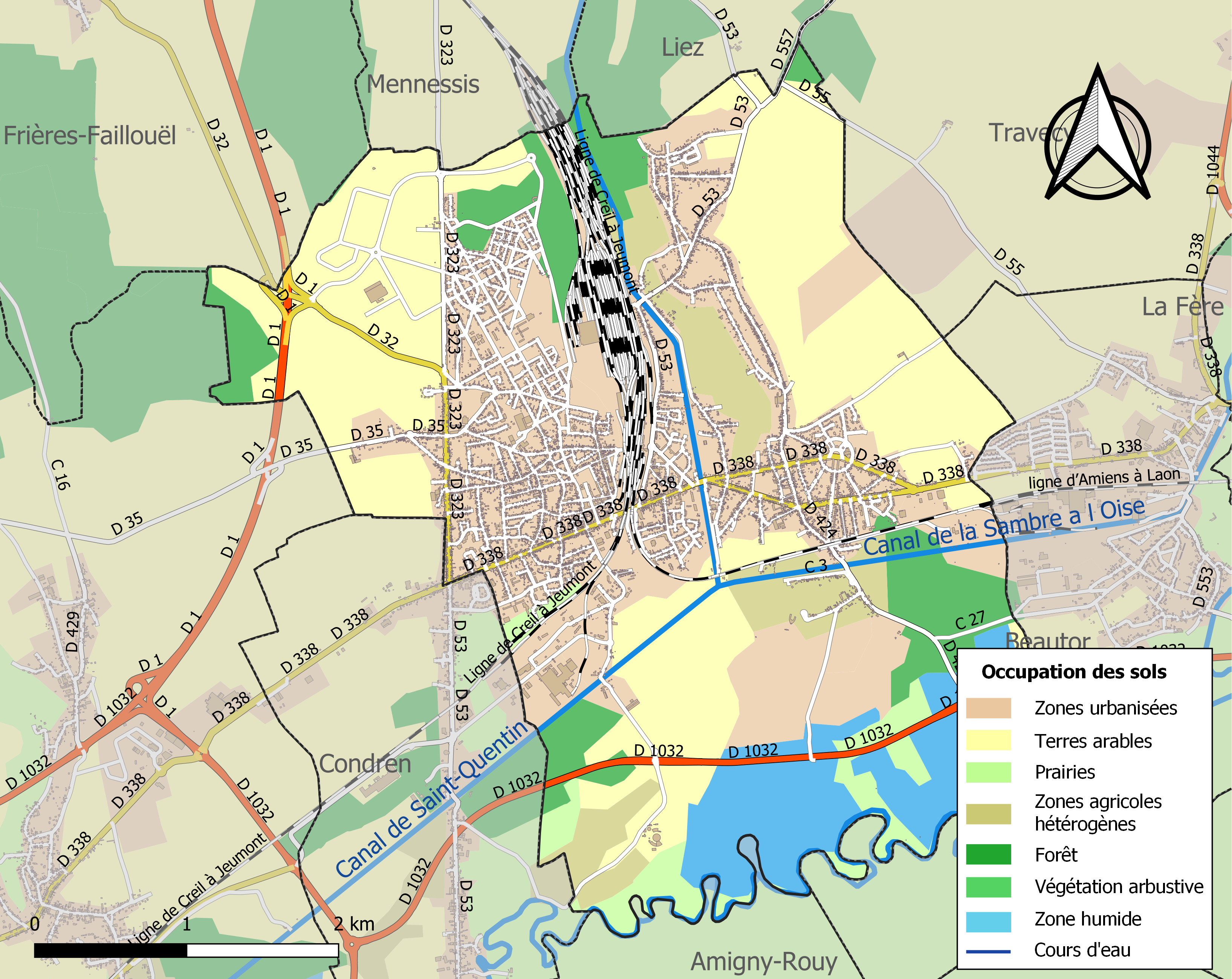
Carte de l'occupation des sols de la commune en 2018 (CLC).

### Voies de communications et transports

#### Réseau routier
Tergnier est est reliée au reste du territoire par route notamment grâce à la proximité des autoroutes A26 et A29 qui passent par Saint-Quentin. Les aéroports nationaux et internationaux de Paris sont à une heure de route. Le réseau départemental relie Tergnier à Noyon à l'Ouest via la D1032, et au Nord-Est à Saint-Quentin via la D1.

#### Réseau ferroviaire
La ville dispose de sa gare, la reliant aux gare de Saint-Quentin, Compiègne et de Creil, ainsi que la gare du Nord à Paris, via le réseau TER des Hauts-de-France et la ligne de Creil à Jeumont.

#### Transports en commun
Depuis 2011, la commune est reliée au réseau TACT, organisé par la communauté de communes Chauny-Tergnier (CCCT), qui assure le rôle d'autorité organisatrice des transports suite à un arrêté préfectoral lui octroyant la compétence « Transports Collectifs Urbains ». Ce réseau est alors composé de quatre lignes de bus et cinq lignes de transport à la demande.
Depuis le 17 février 2024, le réseau change de nom, passant de TACT à Lyneo. Dans le même temps, il a été réorganisé, avec 3 lignes urbaines, 1 Navette vers la Zone d'Activités Evolis, 31 Circuits Scolaires et un service de transport à la demande plus développé.

## Toponymie
Si la commune n'a été créée, par détachement de Vouël, qu'en 1800, la localité a été désignée de longue date sous le nom de Terignae ou Therignae, puis Therigny ou Terigni[réf. nécessaire].
L'étymologie latine de ce mot est discutée. Il est tentant d’émettre l’hypothèse de « ignis » (feu) qui présuppose la déclinaison « lacus » (domaine rural) bas latin, la première partie de ce terme « theri » pourrait provenir d’un mot médiéval « thero » (colline) radical prélatin obscur, quoiqu'à extension géographique très vaste : théron (Puy-de-Dôme), thouron (Cantal) », il faut faire le rapprochement avec « Fargniers » (eau) et « iacus ». Il s’agirait au sens propre de deux anciennes censes, l’une sur une colline, l’autre près de la rivière[réf. nécessaire].

## Histoire
Les recherches laborieuses, pour retrouver les origines, modestes, de la commune, ne vont pas au-delà des archives du XVIIe siècle.

### Tergnier au haut Moyen Âge
Des débris romains ont été découverts à Vouël, où l'église pourrait être construite à l'emplacement d'un temple païen, le long de la chaussée Brunehaut.
Une motte castrale a été identifiée à Vouël, sous le nom de Tombelle de Vouël.

### L'Ancien Régime
En 1214, l’abbé de Saint-Nicolas-aux-Bois apaise une querelle suscitée aux prémontrés par Geoffroi et Simon de Condren.
En 1239, Jean, « Maire » de Vouël, renonce à tous ses droits.
Le bourg est saccagé :
- vers 1339, par les bandes d’Édouard III, roi d’Angleterre et des Flamands ;
- vers 1410 par les armées des princes d'Orléans, puis par celles du duc de Bourgogne ;
- pendant la guerre de Trente Ans, les Espagnols, qui avaient été contenus en 1637 envahissent la Thiérache l'année suivante et ravagent de nombreux villages. Il est à peu près certain qu'à cette époque (1638) le seigneur de la Borde, maréchal de Camp, recrute des habitants du hameau et les arme pour combattre l'ennemi ;
- en 1653, les armées des maréchaux de la Ferté-Senneterre et de Turenne, fortes de 16 000 hommes, campent dans la vallée de l'Oise et font main basse sur les grains qu'elles trouvent à Tergnier, Fargniers, Quessy et Vouël. Les habitants s'enfuient, puis reviennent, et sont obligés de s'enfuir à nouveau pour ne revenir que début janvier 1654. Les chevaux de labour sont enlevés, les terres restent incultes par la faute de l'ennemi qui fait des incursions, il est probable que les habitants se soient réfugiés à Laon, avec ce qu'ils peuvent emporter

#### Une communauté réformée
- En 1567, les calvinistes de la région, sous la conduite de François d'Hangest, seigneur de Genlis, et du prince de Condé, gouverneur de la Picardie, attaquent le château de Coucy.
- Vers 1610, un temple est élevé à Vouël, qui attire tous les protestants de la région.
- Un scandale éclate le 22 avril 1676 : les réformés de Chauny et environs se plaignent que curés et populations de Vouël, Quessy et Frières troublent leurs offices.

Dès le XVIe siècle, l'abbaye de Nogent possède à Quessy terres et prés, dont elle est contrainte de se débarrasser pendant les guerres de Religion, mais qu'elle récupère en 1703. Le fermier de Tergnier prend en bail ces propriétés en 1699 en s’engageant à conduire 36 setiers de blé méteil dans les greniers du monastère, chaque année, le jour de Saint-Martin d'hiver (11 novembre) par la suite, il est d'usage de louer ces terres de Quessy à plusieurs laboureurs, dont l'un, dès 1770, est Marc Jadas, de Tergnier, qui semble, ultérieurement, être allé habiter Quessy. Il a le privilège (!) de payer le plus d'impôts !

### La Révolution et l'Empire
Le 19 juin 1791, les « citoyens actifs » formant la section rurale du canton de La Fère, dont ceux de Tergnier, se réunissent dans l'église des Capucins ; en petit nombre, cette assemblée élit président l'ancien seigneur de Charmes, Charles de Flavigny, chevalier de Saint-Louis, qui prête le serment constitutionnel.
Ces « citoyens actifs » se réunissent à nouveau le 26 août 1792 et désignent huit électeurs chargés d'élire les députés du département de l'Aisne à la Convention (qui seront : Condorcet, Saint-Just, Le Carlier, Jean de Bry).
Le 19 juillet 1791, les membres du directoire du département de l’Aisne trouvent sur leur bureau un mémoire que leur adressent les communes de Tergnier, Fargniers, Quessy, Liez et Mennessis en vue d’opérer le dessèchement de la vallée marécageuse qui traverse leur terroir. Aucune décision n’est prise !
La loi du 23 août 1793 ordonne la réquisition d'une première classe composée des jeunes gens de 18 à 25 ans. Les recrues de Tergnier font partie de la 1re compagnie du second bataillon de la levée républicaine du district. Au printemps de l’année 1796, six jeunes gens de Tergnier et quatre de Quessy sont recrutés comme fusiliers et forment la 8e escouade de la 2e compagnie de la colonne mobile créée dans chaque canton par la Convention.
Durant la Campagne de France, fin février 1814, avec le repli de Napoléon Ier, Tergnier tombe aux mains de l’ennemi. Réquisitions, pillages sont de règle. En 1815, après la bataille de Waterloo, Tergnier est occupée vers le 25 juin, et paie un large tribut à l'envahisseur. En compensation des réquisitions subies, les habitants n’obtiennent, comme indemnisation, que la remise des deux tiers de la contribution extraordinaire de 1813 et 1814.

### Tergnier, ville du chemin de fer
Le 6 décembre 1853, les registres de l’état civil de Tergnier mentionnent une profession inhabituelle « Employé de chemin de fer ». Il s’agit de Benjamin Faucret, époux d’Octavie Daussin, 17 ans, venu déclarer à la mairie la naissance d’une fille. Les trains se substituent aux choux pour l’arrivée des enfants…
Si certains projets prévoyaient de faire passer la ligne de chemin de fer Tergnier - Saint-Quentin par Ham, il est évident que le développement de la ville n'a été engagé que par cette infrastructure autorisée par le gouvernement de Louis-Philippe, construite autour des années 1850, inaugurée en grande pompe par Napoléon III.
Les sentiers sont élargis et transformés en route, des rues nouvelles sont créées… À cette époque (1850), Tergnier est un vaste chantier de construction. On travaille jour et nuit. De multiples corps de métiers affluent de partout, même de Paris sous la direction d’ingénieurs venus de la capitale, la main-d’œuvre locale se reconvertit : fileurs, tisseurs, valets de charrue… abandonnent leurs outils habituels pour se consacrer au nouveau mode de transport.

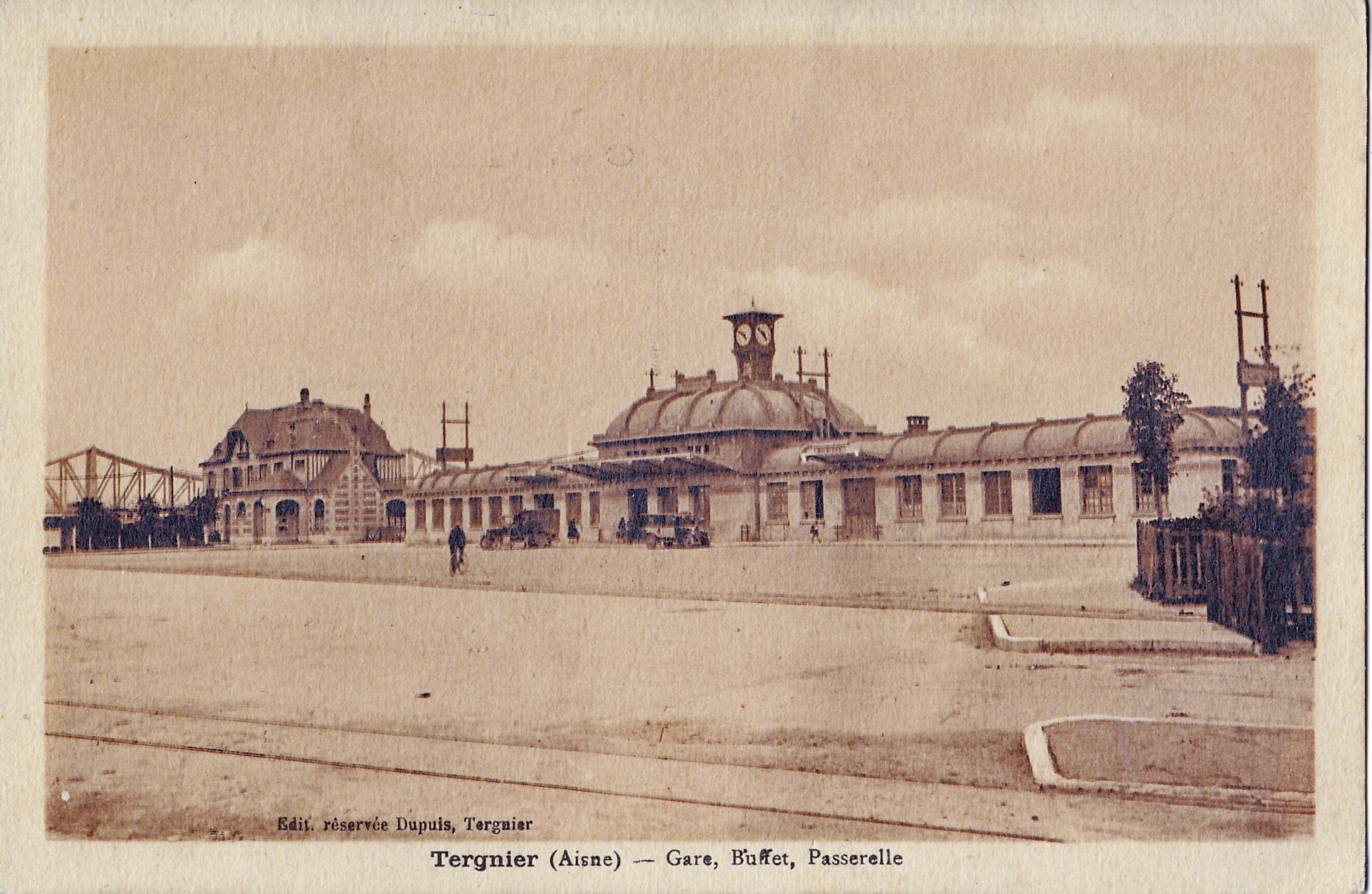
La gare, le buffet et la passerelle, avant la Première Guerre mondiale.

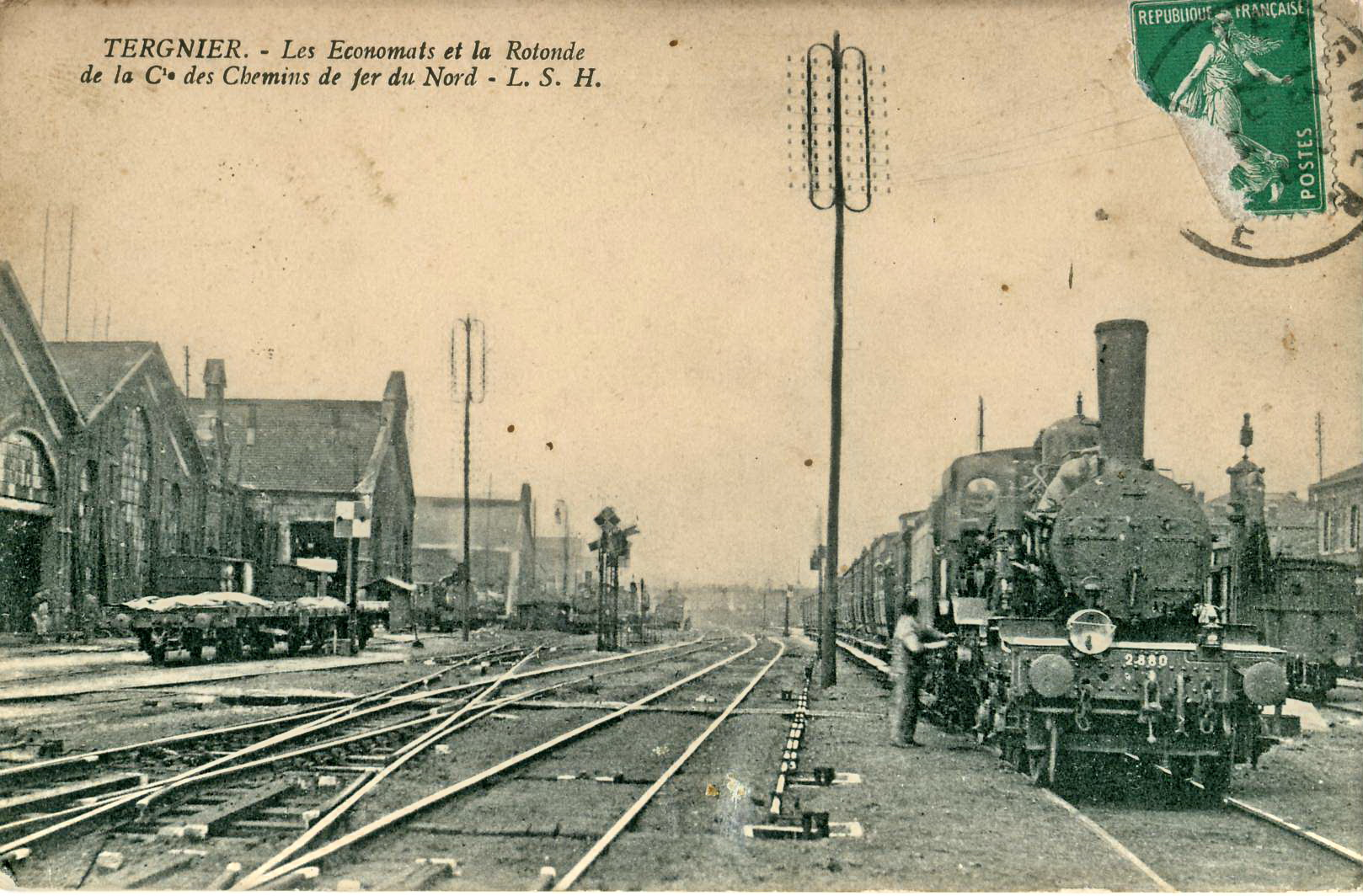
Tergnier est une ville marquée dès la fin du XIX par le rôle de ses installations ferroviaires.

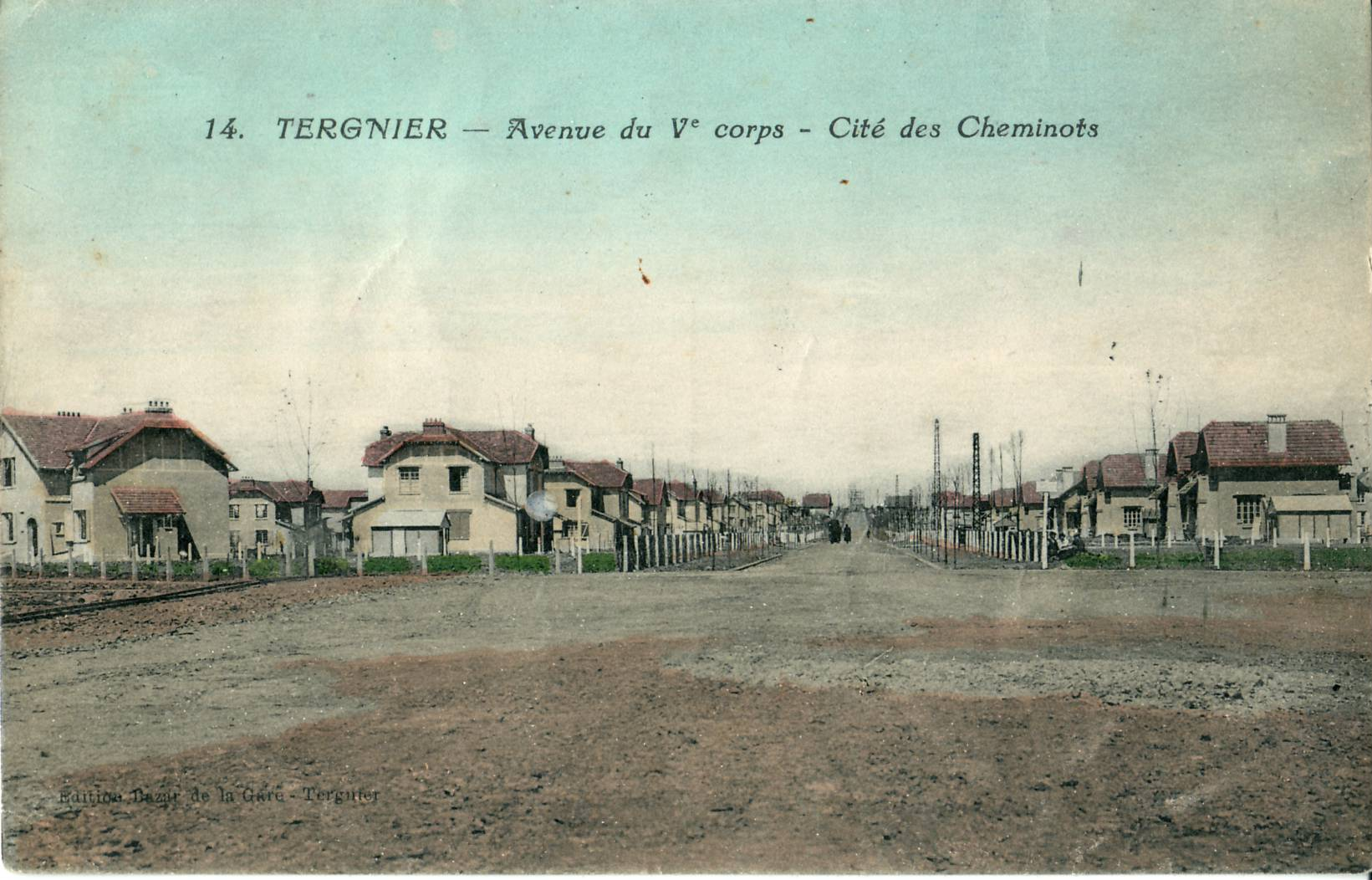
Afin de loger les cheminots, la Compagnie du Nord construisit une importante cité ouvrière à Tergnier.

Quelques dates jalonnent l'histoire du chemin de fer à Tergnier :
- 1852 : concession à la Compagnie du nord de la ligne de Tergnier à Reims ;
- 1855 : début de l'édification des ateliers de construction et de réparation de machines qui seront agrandis à plusieurs reprises et visités par Mac-Mahon en 1874 ;
- 1859 - décision de la Compagnie du nord d'implanter une vaste gare à Tergnier ;
- 1867 : mise en circulation de la ligne Tergnier - Amiens ;
- 1918 : destruction à 50 % du nœud ferroviaire de Tergnier ;
- 1919 : installation de nouvelles lignes mise en chantier de la cité des cheminots ;
- 1920 : réorganisation générale de l'ensemble ferroviaire local qui va s’étendre sur 4 kilomètres de long et 550 mètres dans sa plus grande largeur ;
- 1944 : dégâts catastrophiques : gare, dépôt, ateliers, triage ;
- 1961 : électrification de la ligne Creil - Aulnoye, mise en service du poste d'aiguillage PRS ;
- 1970 : le prototype  RTG à trois caisses a fait des essais sur des lignes de la région.

La croissance de la population est la conséquence naturelle du développement des installations ferroviaires :
- 1793 :  220 habitants - À Quessy : 1791 : 154 habitants
- 1845 :  276 habitants - À Quessy : 1841 : 516 habitants
- 1856 :  362 habitants - À Quessy : 1861 : 738 habitants
- 1868 :  1 750 habitants
- 1869 :  1 806 habitants
- 1875 :  1 572 habitants - À Quessy : 1881 : 1 010 habitants
- 1881 :  3 079 habitants
- 1885 :  3 536 habitants

Certes, la Compagnie du Nord donne l’impulsion première à l’essor de la commune, mais deux autres éléments jouent en faveur de son développement :
- la construction du canal de Saint-Quentin commencée vers 1730, est achevée en 1776, sous l'impulsion initiale d'Antoine Crozat ;
- L'implantation d'industries, profitant des conditions avantageuses du trafic ferroviaire et du nouveau canal. On peut noter :
  - vers 1860 : une sucrerie appartenant à M. Mention, avec 60 à 80 ouvriers qui produisent 6 000 tonnes de sucre chaque saison,
  - en 1868 : une fabrique de faïence, franco-belge, dirigée par M. Auguste Mouzin, 200 ouvriers,
  - en 1876 : une usine de broderie, à main-d'œuvre essentiellement féminine qui, jusque-là, occupait un emploi saisonnier en culture,
  - en octobre 1879 : un entrepôt de sucres indigènes accordé à la commune de Tergnier en vertu de l’article 21 de la loi du 31 mai 1846[Note 5], et, à la même époque, une agence aux grains procure une activité particulière[Note 6],
  - en 1885 (?) : la fonderie de Tergnier-Fargniers, dirigée par M. Maguin (aujourd'hui détruite),
  - en 1893 : la fonderie des frères Lebois (aujourd'hui détruite),
  - en 1901 : la fonderie, (aujourd'hui détruite) dirigée par M. Berlemont, qui est l’ancêtre de l’actuelle fonderie (également détruite).

### La Guerre de 1870

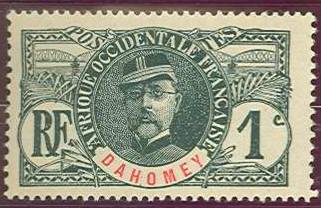
Timbre à l'effigie du maréchal Faidherbe, dont la première partie de la carrière s'est déroulée dans les colonies françaises.

Durant la guerre franco-prussienne de 1870, les troupes prussiennes occupèrent la ville le 15 septembre 1870, avant d'investir et assiéger La Fère à partir du 13 novembre.
Le 19 novembre, partis de Ham avec quatre canons, les 7e et 11e compagnies des volontaires de la Somme (800 hommes) et le 2e bataillon des mobiles du Gard, en tout 1 400 hommes, sous les ordres du commandant Kraft, avaient mission de surprendre les avant-postes de l'ennemi qui faisait le siège de La Fère, de les couper du reste de l'armée et de les repousser vers la Somme.
Les Français attaquèrent Vouël et Tergnier où plusieurs centaines d'ennemis avetis de leur arrivée s'étaient retranchés dans les maisons et les accueillirent par un feu nourri. Au soir du 19 novembre, la colonne française refoulée était de retour à Ham.
Le 25 novembre, les Allemands bombardèrent La Fère avec de la grosse artillerie.
 Dans aucun document on ne signale de dommages matériels locaux pendant le conflit. Tergnier fut occupée durant treize mois, les troupes allemandes quittant la ville, définitivement, le 21 octobre 1871.
Quelques mois plus tard, l'armée française se retrouva dans notre commune. Un soir de l'hiver 1870-1871, un convoi de 10 000 hommes, qui avaient participé à la bataille de Sedan, débarqua à la gare de Tergnier, le général Faidherbe en tête. Ils furent hébergés par les habitants.
Tergnier fut évacuée par les troupes ennemies entre les mois de mars et mai 1872.

### La Première Guerre mondiale

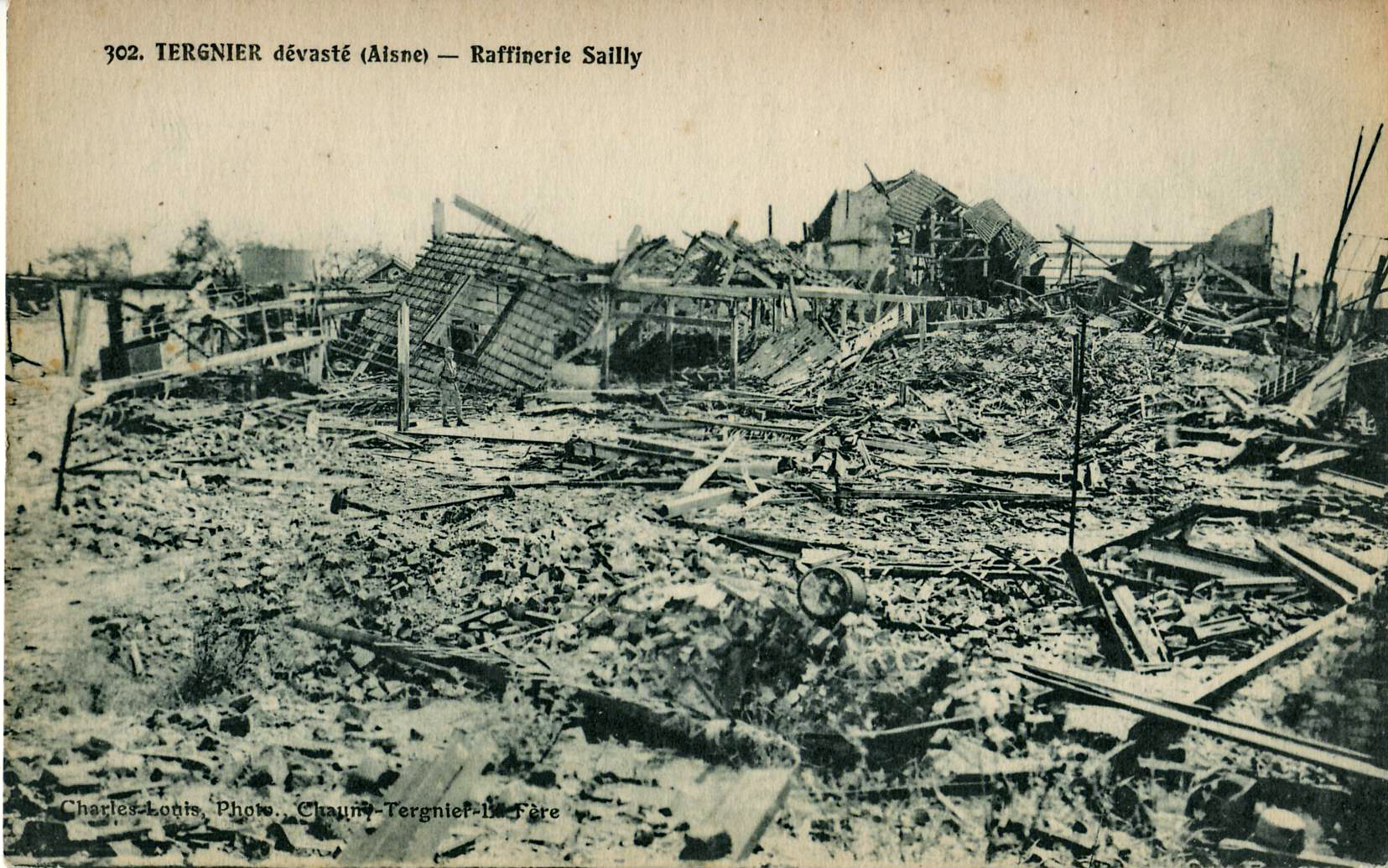
Ruines de la raffinerie Sailly, détruite pendant la guerre.

Le 27 août 1914, l’armée alliée anglaise (1er Corps, général Haig) est à Tergnier. Tergnier est envahi dès le 2 septembre 1914.
Vers le 25 septembre, tous les hommes de 18 à 45 ans sont dirigés sur le camp d’Altengrabave, en Allemagne. Après l’exode des habitants, biens publics et privés sont détruits par l'armée allemande au cours de sa retraite stratégique de 1917. Tergnier est rasé et repris par les troupes françaises (du 5 au 19 mars 1917), réoccupé par l'armée allemande le 22 mars 1918. Le 23 mars le 125e division d'infanterie (France) du général Maurice Pellé tente de reprendre la commune, sans succès. Elle est reconquise le 7 septembre 1918 par la 3e armée de Georges Louis Humbert. La ville et la gare ne sont plus qu'un tas de ruine.
Les négociations en vue de l'armistice sont engagées le 7 novembre 1918. C'est à Tergnier que le 8 novembre 1918, à 3 h 45 du matin, la délégation allemande, arrivée de La Capelle en voiture, monte dans le train spécial qui l’attend pour la mener à la clairière de Rethondes où stationne le train du maréchal Foch et où sera négocié et signé le 11 novembre l'Armistice de 1918.
Tergnier voit ses sacrifices reconnus par une citation à l'ordre de l'Armée et la Croix de Guerre.

### L'entre-deux-guerres
La ville ayant été en grande partie détruite durant la Première Guerre mondiale, et la région cherchant à attirer la main-d'œuvre qualifiée. Le Chemin de fer du Nord confie à Raoul Dautry la construction de logements ouvriers. De la cité-jardin de Tergnier, il veut faire un modèle pour toutes les autres. Il compte rattacher le cheminot à la vie rurale, et choisit ainsi des terrains relativement séparés du bâti existant.

### La Seconde Guerre mondiale

#### Les combats de 1940
Tergnier est défendue du 19 mai au 7 juin 1940 par le 32e RI de la 23e D.I. faisant partie de la 7e Armée du général Frère. Les Allemands qui tentent de franchir le canal rencontrent une forte résistance, y compris lors de l'attaque générale du 5 juin.
- 5 juin 1940 : Les Allemands s’infiltrent d’une part entre Mennessis et Tergnier et d’autre part entre Vouël et Viry-Noureuil. Les combats font rage toute la journée. Après une série de contre-attaques, le 32e RI se rétablit sur le canal en fin de journée, verrouillant la route de Noyon par la rive nord de l'Oise. Les pertes ont été lourdes : une centaine de tués[19].
- Le 7 juin, l'ordre de repli est donné, les divisions Panzers ayant franchi la Somme vers Péronne avançant en direction de Noyon.

#### La Résistance
Tergnier devient un pôle de la Résistance, avec notamment les mouvements Libération-Nord, Francs-tireurs et partisans (FTP), Organisation civile et militaire (OCM), Défense de la France.
Parmi eux, Libé-Nord Tergnier oriente son action de février 1941 à décembre 1942 dans une triple direction :
- constitution de groupe francs (commandos),
- organisation d’un réseau de renseignements,
- distribution du journal Libération.

Elle réalise notamment :
- en janvier 1943 : sabotage de la sous-station du matériel roulant / Nombreux sabotages sur les rames 850 et les boîtes de graissage - nombreux sabotages de camions, avions, moteurs… transportés par wagons ;
- septembre 1943 : sabotage de la ligne à haute tension à Condren ;
- octobre 1943 : sabotage d'une aiguille, déraillement d’un train d’avions, déraillement de cinq machines ;
- novembre 1943 : sabotage de la grue de 32 tonnes entre Tergnier et Ham - sabotage de la voie ferrée au kilomètre 127,780 entre Tergnier et Chauny -  sabotage de la ligne à haute tension à Coucy ;
- 1944 : sabotages de la ligne à haute tension à Condren - sabotage de la ligne de chemin de fer entre Tergnier et Chauny -  Le 6 juin, les quatre groupes de Libé-Nord Tergnier prennent le maquis à Beaumont-en-Beine, pendant six jours puis recommencent les actions de sabotage (en particulier de lignes téléphoniques et panneaux indicateurs). « Bouclage » de la ligne Paris-Bruxelles. Le 14 juillet, ils réalisent le sabotage de la voie ferrée entre Tergnier et Chauny et engagent une guérilla contre l'ennemi. Ils participent à la libération de Ham, Liez etc.

Toutes ces actions entraînent une répression nazie impitoyable. Tergnier et ses environs paient un lourd tribut à l'occupant avec de nombreux fusillés, tués au combat, déportés rentrés ou décédés dans les camps de concentration, internés.
Au titre de la guerre 1939-1945, Tergnier reçoit une citation à l'ordre du Corps d’armée (11-12-1948) : « Localité du département, déjà presque entièrement rasée au cours de la guerre 1914-1918, centre ferroviaire important bombardé à deux reprises par les Allemands en mai 1940. Au cours des mois qui ont précédé la libération du pays, a subi quatre nouveaux bombardements massifs de l’aviation alliée occasionnant la mort de 58 de ses habitants, la destruction totale de 407 immeubles et la destruction partielle de 1041 autres immeubles. Onze de ses fils ont été déportés, dont sept sont morts dans les camps de concentration. Cette citation comporte l’attribution de la Croix de guerre avec étoile de vermeil ».

## Politique et administration

### Découpage territorial
La commune de Tergnier est membre de la communauté d'agglomération Chauny-Tergnier-La Fère, un établissement public de coopération intercommunale (EPCI) à fiscalité propre créé le 1er janvier 2017 dont le siège est à Chauny. Ce dernier est par ailleurs membre d'autres groupements intercommunaux.
Sur le plan administratif, elle est rattachée à l'arrondissement de Laon, au département de l'Aisne et à la région Hauts-de-France. Sur le plan électoral, elle dépend du  canton de Tergnier pour l'élection des conseillers départementaux, depuis le redécoupage cantonal de 2014 entré en vigueur en 2015, et de la quatrième circonscription de l'Aisne  pour les élections législatives, depuis le dernier découpage électoral de 2010.

### Administration municipale
Les communes de Fargniers (code INSEE 02300) et de Vouël (code INSEE 02825) ont été rattachées à Tergnier le 1er janvier 1974 ; celle de Quessy (code INSEE 02630) le 1er janvier 1992.

### Récapitulatif de résultats électoraux récents
| Scrutin             | 1er tour | 1er tour                 | 1er tour | 1er tour | 1er tour                    | 1er tour | 1er tour | 1er tour                                 | 1er tour | 1er tour | 1er tour                 | 1er tour | 2d tour     | 2d tour                  | 2d tour     | 2d tour     | 2d tour                     | 2d tour     | 2d tour     | 2d tour                                  | 2d tour     |
| Scrutin             | 1er      | 1er                      | %        | 2e       | 2e                          | %        | 3e       | 3e                                       | %        | 4e       | 4e                       | %        | 1er         | 1er                      | %           | 2e          | 2e                          | %           | 3e          | 3e                                       | %           |
| ------------------- | -------- | ------------------------ | -------- | -------- | --------------------------- | -------- | -------- | ---------------------------------------- | -------- | -------- | ------------------------ | -------- | ----------- | ------------------------ | ----------- | ----------- | --------------------------- | ----------- | ----------- | ---------------------------------------- | ----------- |
| Européennes 2014    |          | FN                       | 41,08    |          | FG                          | 14,53    |          | UMP                                      | 12,83    |          | PS                       | 12,80    | Tour unique | Tour unique              | Tour unique | Tour unique | Tour unique                 | Tour unique | Tour unique | Tour unique                              | Tour unique |
| Régionales 2015     |          | FN                       | 43,27    |          | UMP                         | 20,69    |          | PS                                       | 16,84    |          | PCF                      | 10,45    |             | UMP                      | 52,50       |             | FN                          | 47,50       | Pas de 3e   | Pas de 3e                                | Pas de 3e   |
| Présidentielle 2017 |          | FN                       | 36,44    |          | LFI                         | 25,40    |          | EM                                       | 16,93    |          | LR                       | 8,10     |             | FN                       | 56,56       |             | LREM                        | 43,44       | Pas de 3e   | Pas de 3e                                | Pas de 3e   |
| Législatives 2017   |          | PCF                      | 24,98    |          | FN                          | 22,99    |          | EM                                       | 20,45    |          | RM                       | 9,45     |             | LREM                     | 53,05       |             | FN                          | 46,95       | Pas de 3e   | Pas de 3e                                | Pas de 3e   |
| Européennes 2019    |          | RN                       | 44,46    |          | LREM                        | 11,65    |          | FI                                       | 9,42     |          | EELV                     | 6,29     | Tour unique | Tour unique              | Tour unique | Tour unique | Tour unique                 | Tour unique | Tour unique | Tour unique                              | Tour unique |
| Municipales 2020    |          | L'Avenir Ensemble (LDVG) | 33,29    |          | Avec Vous, Pour Vous ! (RN) | 20.62    |          | Une Nouvelle Equipe Pour Tergnier (LDVG) | 43.97    |          | Tergnier Renouveau (LDV) | 2,1      |             | L'Avenir Ensemble (LDVG) | 29.01       |             | Avec Vous, Pour Vous ! (RN) | 18.16       |             | Une Nouvelle Equipe Pour Tergnier (LDVG) | 52.82       |

#### Liste des maires
| Période       | Période                      | Identité            | Étiquette           | Qualité                                                                                              |
| ------------- | ---------------------------- | ------------------- | ------------------- | --- |
| 1934          | 1958                         | Jules Pouillart     | SFIO                | Instituteur                                                                                          |
| 1958          | 1964                         | Gabriel Locqueneux  | .                   | . |
| 1964          | 1964                         | Émile Michelot      | .                   | . |
| 1964          | 1965                         | Gabriel Locqueneux  | .                   | . |
| 1965          | 1980                         | Norbert Cerf        | SFIO puis Mvt.réf.  | Médecin                                                                                              |
| 1980          | 1983                         | Guy Ronsin          | DVD                 | . |
| mars 1983     | avril 2009                   | Jacques Desallangre | PS puis MDC puis PG | Journaliste, député (1997-2012), conseiller général du canton de Tergnier (1988-1998) Démissionnaire |
| 18 avril 2009 | juillet 2020                 | Christian Crohem    | PG puis DVG         | Professeur de mathématiques Réélu pour le mandat 2014-2020                                           |
| juillet 2020  | En cours (au 4 juillet 2020) | Michel Carreau      | PCF                 | Conseiller général (1998-2015) puis départemental (2015-2021) du canton de Tergnier                  |

### Politique environnementale
Ville fleurie : trois fleurs attribuées en 2007 par le Conseil des Villes et Villages Fleuris de France au Concours des villes et villages fleuris.

### Jumelage
- Wolfhagen (Allemagne) depuis le 17 mai 1981[28].

## Démographie
- (a) En 1973, Tergnier absorbe Fargniers et Vouël, qui comptaient en 1968 respectivement 4 120 et 2 091 habitants.
- (b) En 1991, Tergnier absorbe Quessy, qui comptait 3 212 habitants en 1990.

L'évolution du nombre d'habitants est connue à travers les recensements de la population effectués dans la commune depuis 1793. Pour les communes de plus de 10 000 habitants les recensements ont lieu chaque année à la suite d'une enquête par sondage auprès d'un échantillon d'adresses représentant 8 % de leurs logements, contrairement aux autres communes qui ont un recensement réel tous les cinq ans,.

En 2022, la commune comptait 13 261 habitants, en évolution de −2,07 % par rapport à 2016 (Aisne : −1,97 %, France hors Mayotte : +2,11 %).
| 1793 | 1800 | 1806 | 1821 | 1831 | 1836 | 1841 | 1846 | 1851 |
| ---- | ---- | ---- | ---- | ---- | ---- | ---- | ---- | ---- |
| 222  | 249  | 263  | 223  | 269  | 258  | 276  | 273  | 304  |

| 1856 | 1861  | 1866  | 1872  | 1876  | 1881  | 1886  | 1891  | 1896  |
| ---- | ----- | ----- | ----- | ----- | ----- | ----- | ----- | ----- |
| 862  | 1 235 | 1 806 | 2 572 | 3 079 | 3 536 | 3 708 | 3 740 | 3 960 |

| 1901  | 1906  | 1911  | 1921  | 1926  | 1931  | 1936  | 1946  | 1954  |
| ----- | ----- | ----- | ----- | ----- | ----- | ----- | ----- | ----- |
| 4 084 | 4 307 | 4 898 | 2 076 | 3 453 | 4 080 | 4 357 | 3 370 | 5 002 |

| 1962  | 1968  | 1975   | 1982   | 1990   | 1999   | 2006   | 2011   | 2016   |
| ----- | ----- | ------ | ------ | ------ | ------ | ------ | ------ | ------ |
| 5 827 | 5 949 | 11 736 | 12 032 | 11 698 | 15 069 | 14 600 | 14 135 | 13 541 |

| 2021   | 2022   | - | - | - | - | - | - | - |
| ------ | ------ | - | - | - | - | - | - | - |
| 13 431 | 13 261 | - | - | - | - | - | - | - |

## Culture locale et patrimoine

### Lieux et monuments
- Le centre de l'ancienne commune de Fargniers (aujourd'hui commune associée) a été reconstruit entre 1922 et 1928 selon un schéma radio-concentrique conçu par les architectes Paul Bigot et Henri-Paul Nénot, opération qui bénéficia d'une importante dotation de la fondation Andrew Carnegie. Cet ensemble de bâtiments publics est classé monument historique depuis 1998.
- La cité-jardin de Tergnier fut édifiée par les Chemins de fer du Nord, selon un plan qui affecte la forme de trois roues de locomotive[32]. Elle constitue en 1921 l'une des premières grandes cités de ce type. Sa construction s'inscrit dans l'ambitieuse politique architecturale de ce réseau, définie par son ingénieur en chef de l'entretien Raoul Dautry.
- L'importance de la résistance des cheminots dans la localité, pendant la Seconde Guerre mondiale a conduit à implanter à Fargniers un musée de la résistance et de la déportation de Picardie.
- Monument à la Résistance et à la Déportation.
- Monument commémoratif de Quessy.
- L'Arbre de la Paix (un Ginkgo biloba) a été planté devant la médiathèque L’oiseau-Lire en septembre 2018 à l'occasion du centenaire de la fin de la Grande Guerre. Cet arbre offert par la ville jumelée de Wolfhagen marque le passage des plénipotentiaires allemands venant de Spa pour se rendre à Compiègne en vue de la signature de l’Armistice[33].
- L'église Notre-Dame de Tergnier, ainsi que le temple protestant, construit vers 1930 en remplacement de l'ancien construit en 1877 et détruit au cours de la Première Guerre mondiale, actuellement désaffecté[34].
- Église de la Très-Sainte-Vierge de Fargniers.
- Église de la Très-Sainte-Vierge de Quessy.
- Église Saint-Martin de Vouël.
- La médiathèque est ouverte au public depuis 2010[35]. On y retrouve des livres, films, musique et expositions.
- Motte de Vouël. Elle mesure 60 mètres de diamètre pour 15 mètres de hauteur[36].

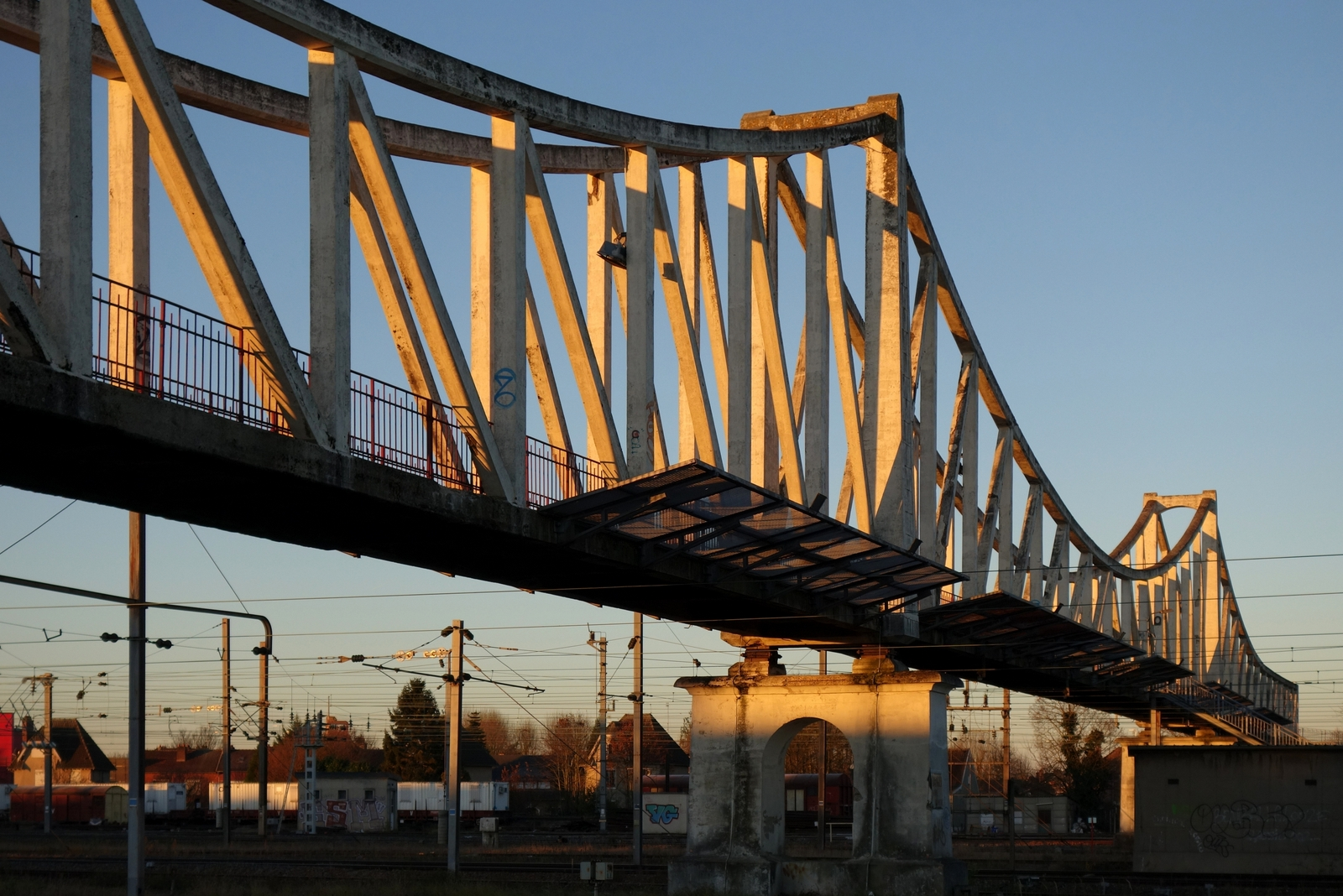
Passerelle Art déco au dessus du chemin de fer.
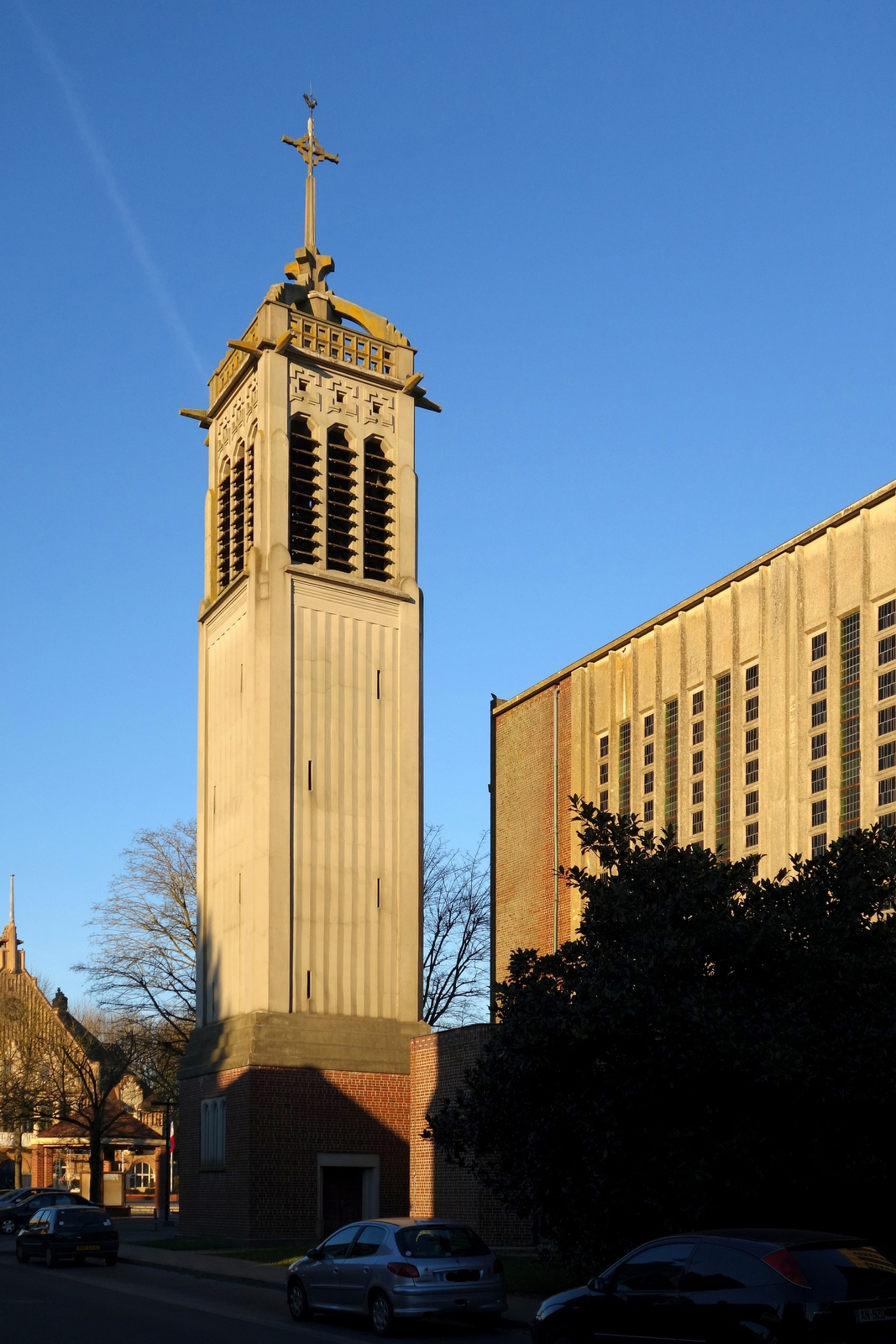
Clocher de l'église de Tergnier.
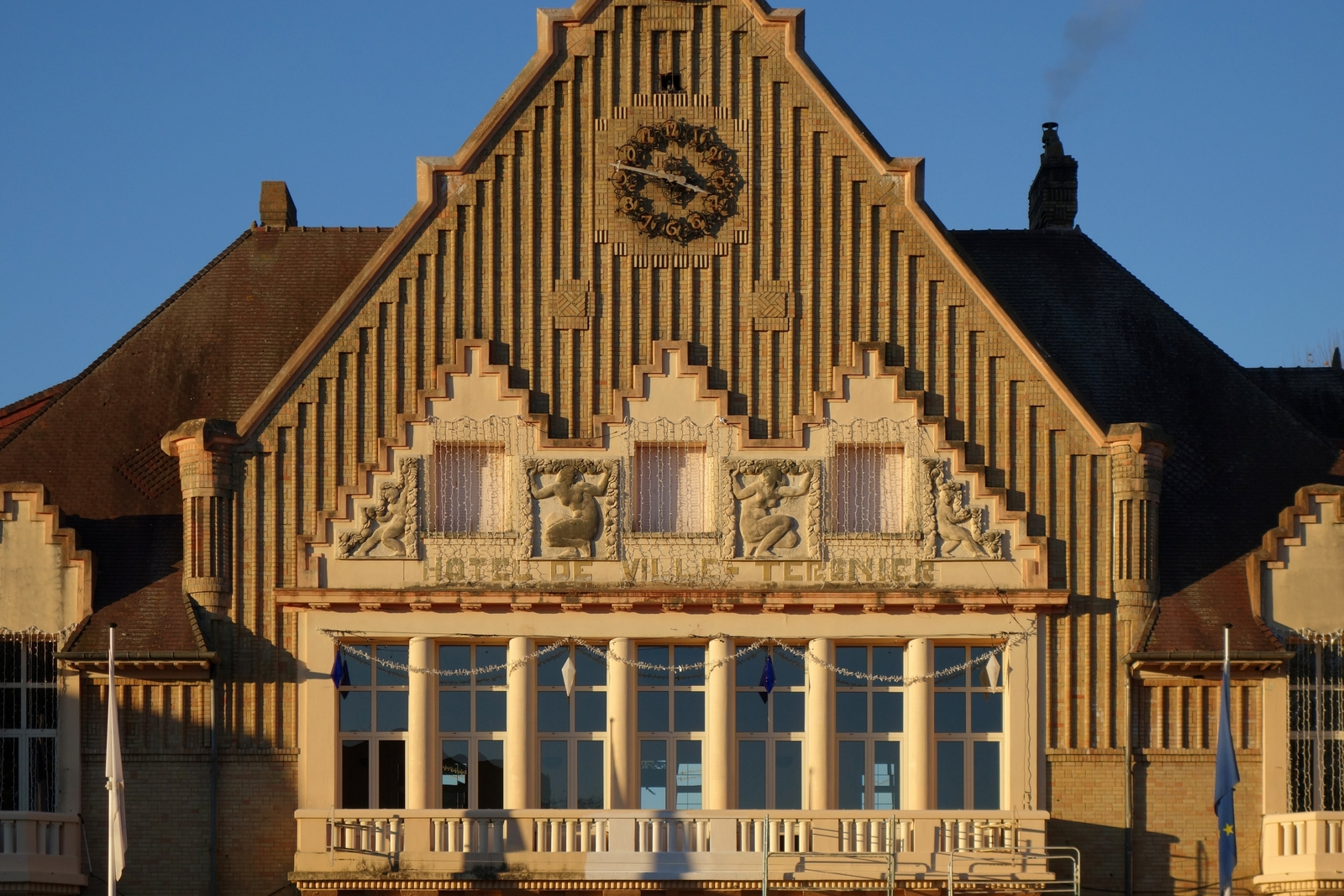
Détail de la façade de l'hôtel de ville.

### Personnalités liées à la commune
- Marcel Guillot (1893-1960), né à Tergnier, fils d'instituteurs, sorti du rang devient officier puis pilote pendant la Première Guerre mondiale, enseigne à l'école militaire de l'aéronautique et de l'air et au centre tactique interarmes à Versailles, pendant les opérations 1939-1940, devient chef d'état-major des forces aériennes de la 1re Armée puis de la 10e armée, refuse de servir Vichy, participe à l'organisation des premiers groupes de maquisards dans les maquis Ventoux et de Sault en 1942, passe des groupes de maquisards en revue le 14 juillet 1943, dans la forêt de Saint-lambert puis intègre le réseau de renseignements Nestlé-Andromède, est emprisonné et est torturé par la Gestapo, n'ouvre la bouche que pour insulter ses bourreaux et au poteau d'exécution, est félicité pour son courage, s'évade, participe à la libération d'Aix-en-Provence et de Marseille, rétablit la sécurité et l'ordre républicain après la libération en Provence et à Marseille en organisant les forces républicaines de sécurité, réintègre l'armée, est nommé général pour avoir renseigné Londres en 1943 sur les plans de défense des Alpes et de la région Sud-Est du maréchal Rommel, devient secrétaire du cabinet du ministre de l'Armement Charles Tillon.
- Yseult (1994- ), auteure-compositrice-interprète et mannequin française, y est née

### Héraldique
| Blason de Tergnier | Blason  | Écartelé : au 1er d’azur à la crosse d’or, au 2e fascé de vair et de gueules de six pièces, au 3e d’or au lion de sable, au 4e d’or au chef d’hermine. Ornements extérieursCroix de guerre 1914-1918 |
| Blason de Tergnier | Détails | Blason officiel adopté par la municipalité en 1980. |

## Film tourné à Tergnier
- 1930 : L'Équipe de Jean Lods.

## Pour approfondir